# Мале Липлєне
Мале Липлєне (словен. Male Lipljene) — поселення в общині Гросуплє, Осреднєсловенський регіон, Словенія. Висота над рівнем моря: 503,8 м.